# Choerodon
Choerodon – rodzaj ryb okoniokształtnych z rodziny wargaczowatych.

## Klasyfikacja
Gatunki zaliczane do tego rodzaju:
| - Choerodon anchorago - Choerodon azurio - Choerodon cauteroma - Choerodon cephalotes - Choerodon cyanodus - Choerodon fasciatus - Choerodon frenatus - Choerodon gomoni - Choerodon graphicus - Choerodon gymnogenys - Choerodon jordani - Choerodon margaritiferus | - Choerodon monostigma - Choerodon oligacanthus - Choerodon paynei - Choerodon robustus - Choerodon rubescens - Choerodon schoenleinii - Choerodon sugillatum - Choerodon venustus - Choerodon vitta - Choerodon zamboangae - Choerodon zosterophorus |

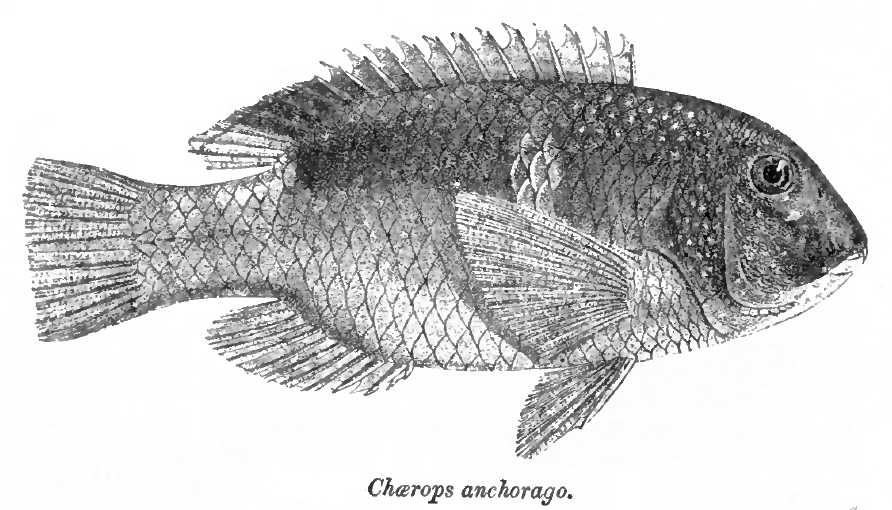
Choerodon anchorago
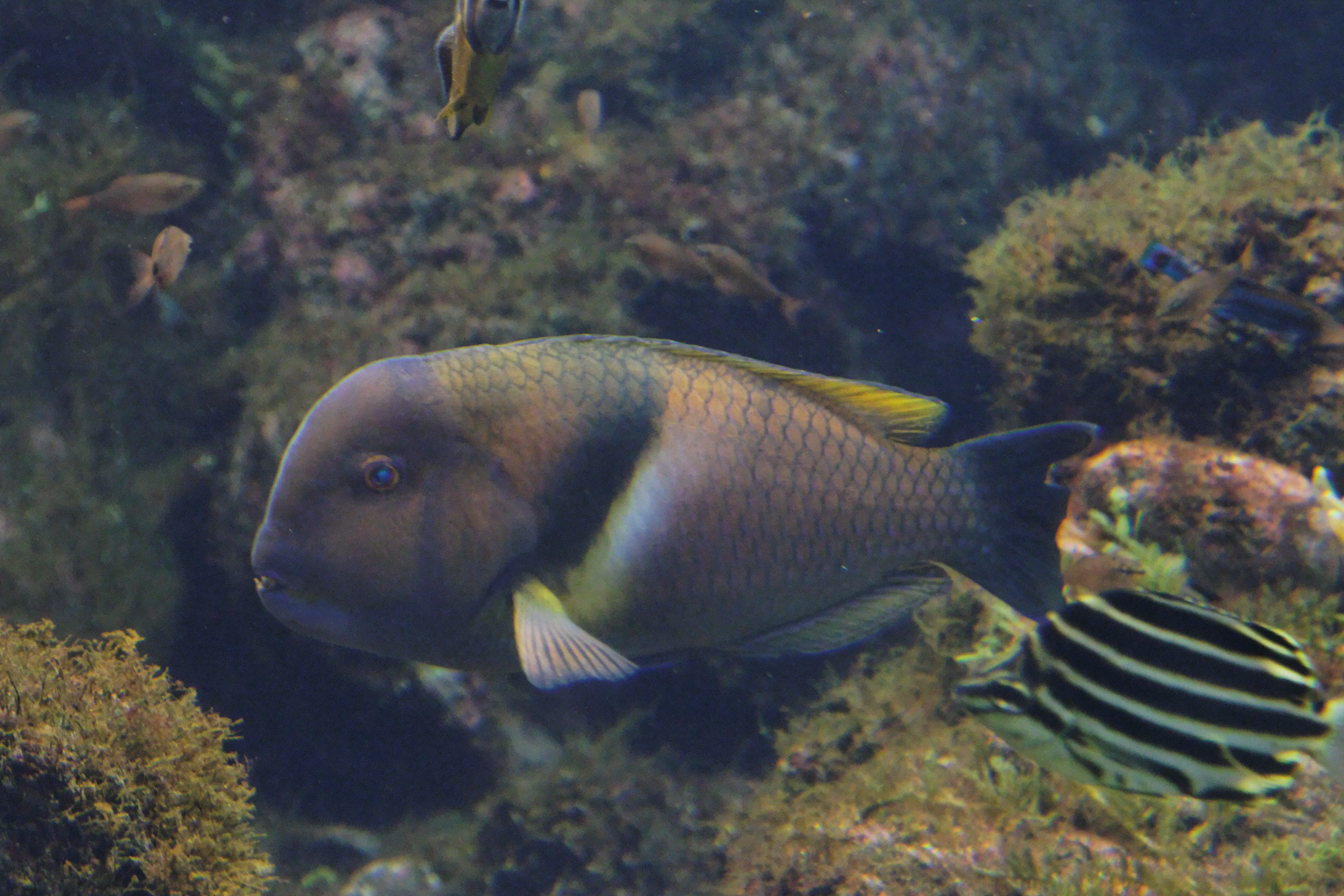
Choerodon azurio